# Criotherium
Il crioterio (gen. Criotherium) è un mammifero artiodattilo estinto, appartenente ai bovidi. Visse nel Miocene superiore (Turoliano, circa 8 - 6 milioni di anni fa) e i suoi resti fossili sono stati ritrovati in Europa. 

## Descrizione
Questo animale era piuttosto simile come aspetto e dimensioni all'attuale bue muschiato (Ovibos moschatus), ma erano presenti alcune differenze morfologiche notevoli. Le corna erano corte e robuste, moderatamente divergenti e non spiralate, ma con una torsione forte e una forte carena posterolaterale. La scatola cranica era piuttosto corta e larga, così come il basso occipitale. Nella specie tipo (Criotherium argalioides) le corna erano verticali e dotate di solchi, caratteristiche non presenti nell'altra specie nota (C. nikolovi). 

## Classificazione
Criotherium è un rappresentante degli ovibovini, un gruppo di bovidi di aspetto simile a quello di un toro o di un bisonte ma in realtà affini alle capre; attualmente sono rappresentati dal solo bue muschiato (Ovibos moschatus). Nel corso del Miocene superiore gli ovibovini andarono incontro a una notevole radiazione evolutiva, diversificandosi ed espandendosi in gran parte dell'Eurasia. Tra queste forme si ricordano anche il primitivo Mesembriacerus e i bizzarri Urmiatherium, Tsaidamotherium e Plesiaddax.
Criotherium è stato descritto per la prima volta nel 1892 da Forsyth Major, sulla base di resti fossili ritrovati sull'isola di Samo (Grecia). La specie tipo (C. argalioides) è stata poi ritrovata anche in Turchia, in Macedonia e in Moldavia. Nel 2008 è stata descritta un'altra specie, più piccola e primitiva (C. nikolovi) proveniente dalla Bulgaria.